# Удін Євген Тимофійович
Євге́н Ти́мофійович У́дін (нар. 11 квітня, 1937, Донецьк) — український графік, громадський діяч. Заслужений художник УРСР (1987). Член НСЖУ (1957) та НСХУ (1970). Брат Юрія Удіна, батько Олени Арутюнян, Вероніки Удіної.

## Життєпис
Навчався (1959—1960) у студії Івана Холоменюка в місті Чернівці (нині народний художник України).
Закінчив Львівський поліграфічний інститут (1966, спеціальність — книжкова графіка; нині Українська академія друкарства).
Від 1961 — в місті Тернопіль: працював у художньо-виробничих майстернях, згодом — у комбінаті (ТХВК) Художнього фонду України, 1976—1983 — голова бюро творчої групи ТХВК.
У 1983—1992 — голова Тернопільської обласної організації Національної спілки художників України.
Член правління: Львівської організації СХУ (1977—1983), СХУ (1977—1989), Тернопільської обласної організації НСХУ (від 2001).
Доцент кафедри образотворчого мистецтва,викладач художньої графіки та технологій друкарства у Тернопільському національному педагогічному університеті.

## Творчість
Працює в друкованій, станковій, книжковій, газетно-журнальній, плакатній, прикладній графіці та екслібрисі.
Проілюстрував та оформив понад 120 книг для видавництв України і РФ, зокрема:
- «Між двома стенокардіями» Володимира Качалуби (1995),
- українські народні казки «Котик і Півник»,
- «Рябеньке яєчко»,
- «Про Ріпку» (2001—2002),
- «Наталка-нелегалка» Іларіона Пилипця (2004),
- «Проти течії» Богдана Мельничука (2006).

Творчість станкової графіки — серії:
- «Моя Буковина» (1969-70, ліногравюра),
- «Чернівці» (1970, цинкографія),
- «Площа Ринок у Львові» (1977) Володимира Овсійчука,
- «Архітектурні пам'ятки Львова» (1978, кольорова автолітографія),
- «Пам'ятки України» (1970—1995),
- «Юліуш Словацький» (1989—2005),
- «Пам'ятки Тернопільщини» (1995—2005; всі — кольорова графіка).

## Виставки
Від 1961 року учасник художніх виставок в Україні й за кордоном: Болгарія, Канада, Польща, Румунія, Росія, Словаччина, США, Японія та інших країнах. Персональні виставки відбулися в містах Чернівцях у 1969 році (разом з Юрієм Джибраєвим), Вінниці у 1969—1970 роках, Тернополі, Кременці у 1975, 2001—2003, 2007 роках, Бережанах у 1980, 2001—2003 роках.
У 2002—2005 роках в рамках мистецьких акцій: виставка ілюстрацій до українських народних казок та серії «Костьоли Жешува» (грудень 2002 — березень 2003, ТОКМ; березень-травень 2003, Бережанський музей книги); 200] — експозиції, присвячені Рокові Польщі в Україні:
- «Костьоли Жешува» (травень-липень, Бережанський музей книги; вересень, Кременецька обласна гуманітарно-педагогічна академія імені Тараса Шевченка; листопад, ТАНГ);
- «Юліуш Словацький у графічних аркушах Євгена Удіна» (від вересня, Кременецький літературно-меморіальний музей Юліуша Словацького);
- виставка книжкових ілюстрацій (жовтень 2003 — жовтень 2004, ТАНГ);
- виставка в Тернопільському кооперативному торговельно-економічному коледжі (лютий–березень 2016)[1].

Твори зберігаються у музеях, державних установах і приватних колекціях в Україні й за кордоном.

## Премії та нагороди
- Відзнака Тернопільської міської ради — Почесний хрест «За заслуги перед містом Тернополем» (2001).
- Премія імені Іванни Блажкевич (2006).
- Премія імені братів Богдана і Левка Лепких (2010).